# Slavútich
Slavútich (en ucraniano: Славу́тич) es una ciudad en el extremo norte de Ucrania, cuyo nombre deriva de la antigua palabra eslava que designa el cercano río Dniéper. Slavútych está situada en la margen izquierda del río, a 40 km en línea recta de Chernóbil, 45 km de Prípiat y 200 de Kiev. Se encuentra dentro del óblast de Chernígov pero es un enclave (llamado "Enclave de Slavútych")que pertenece administrativamente al óblast de Kiev.
La ciudad fue construida inmediatamente después del accidente de Chernóbil y en ella viven la mayoría de los empleados de la planta nuclear y sus familias, que provienen principalmente de Prípiat. En 2014 la ciudad tenía unos 25 112 habitantes. La situación social y económica del país hace que su población dependa en gran medida de las actividades relacionadas con el reactor nuclear y la eliminación de residuos de la zona. Incluso hoy en día, la mayoría de los habitantes se dedican a estas estructuras.

## Fundación
En una entrevista publicada en Pravda el 10 de octubre de 1986, Eric Pózdyshev, el recién elegido director de la central nuclear de Chernóbil, anunció que se construiría una nueva ciudad para alojar a los trabajadores de la central. Se comenzó a trabajar inmediatamente y sus primeros habitantes llegaron desde el primer año. El nuevo pueblo fue construido para reemplazar a Prípiat, que se había convertido en una ciudad fantasma de donde habían sido evacuados a raíz de una lluvia radiactiva.

## Población
La ciudad es residencia de la mayoría de los supervivientes del desastre nuclear, más tarde se convirtió en la zona de alienación, entre los habitantes, alrededor de 8000 fueron trasladados cuando eran niños. Muchos de ellos siguen trabajando en el antiguo reactor de sitio con las tareas de vigilancia, mantenimiento, o investigación. Viajar en el área con regularidad y una línea de ferrocarril que cruza una pequeña parte del territorio de Bielorrusia, con conexión directa a la ciudad exnuclear.

## Ubicación

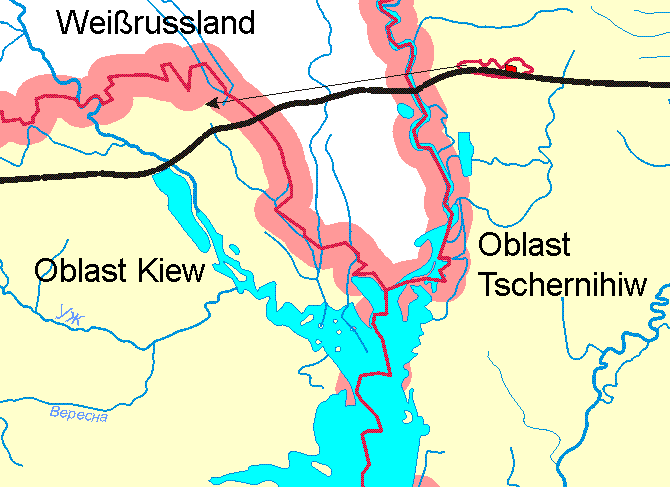
Localización de la ciudad en la línea férrea.

Slavútych fue construida 50 km al este, situándose fuera de la zona de mayor riesgo. En el lugar había una antigua estación de ferrocarril llamada Nerefa y así se pudo aprovechar la línea de ferrocarril.
La proximidad del río Dniéper daba otro medio de comunicación para llegar a la ciudad.
Antes de la construcción el suelo fue cubierto con dos metros de una capa de suelo no contaminado.

## Arquitectura
En comparación con otras ciudades de Ucrania, Slavútych tiene una arquitectura moderna con agradables suburbios, y el nivel de vida es mucho mayor que en la mayoría de las demás ciudades de Ucrania. La ciudad fue construida por arquitectos y trabajadores de ocho de las antiguas repúblicas de la Unión Soviética: Letonia, Lituania, Estonia, Georgia, Azerbaiyán, Armenia, Ucrania y Rusia. La ciudad fue dividida en ocho distritos llamados como las capitales de las repúblicas participantes, cada uno con su estilo único y atmósfera. Actualmente la ciudad tiene trece distritos, cada uno con un nombre de ciudad: Bakú, Bélgorod, Vilna, Dobrynin, Ereván, Kiev, Neva (originalmente llamado Leningrado), Moscú, Riga, Tallin, Tiflis, Chernígov y Pechersk. Aproximadamente el ochenta por ciento de los apartamentos fueron construidos como casas de 4 a 18 plantas, mientras que el restante 20 por ciento son pequeñas casas, algunas independientes, otras adosadas.

## Economía y sociedad
La infraestructura y servicios públicos son pagados principalmente por la empresa que opera la planta. Debido a que el resto de las unidades de la planta de energía nuclear que quedaban operativas fueron cerradas en 2001, la ciudad se enfrenta a importantes problemas sociales y un futuro incierto. Hasta entonces, aproximadamente 9.000 personas, o alrededor de la mitad de la población adulta trabajaba en la planta. Desde el cierre, este número ha descendido a alrededor de 3.000, que en su mayoría trabajan en la vigilancia y mantenimiento. Además, alrededor del 85 por ciento de la ciudad del presupuesto ha sido financiado por el operador de la planta. Con el fin de apoyar una solución y el establecimiento de nuevas empresas, Slavútich fue declarada una Zona Económica Especial. Además, el gobierno proporciona importantes programas de readaptación profesional para mejorar las perspectivas profesionales de los que perdieron sus puestos de trabajo. A pesar de estos esfuerzos, unas 1.500 personas han abandonado ya la ciudad, una tendencia que se prevé que no cambiará al menos en un futuro cercano.